# Grupptryck
Grupptryck avser människors, vanligen ungdomars, sociala tryck på varandra, till exempel inom en kompisgrupp. Påverkan rör sig främst om att gruppens helhetliga agerande får någon ur gruppen att ändra sig eller pröva på någonting som denne annars inte hade prövat, ofta urskilt som något negativt, till exempel som att pröva tobak, alkohol eller droger, alternativt att ta upp något beteende som vanligtvis betraktas som negativt. Påverkan kan vara både medveten eller undermedveten för bådadera parter. Förekomsten av grupptryck brukar betraktas som en förutsättning för att mobbning ska kunna fortgå; individerna i den tysta massan som inte själva mobbar fortsätter att vara tysta av rädsla för att själva hamna i en utsatt position eller förlora privilegier. Grupptryck handlar då om att ingjuta jagsvaghet.
Ett socialt tryck att anpassa sig till omgivningen finns dock i alla generationer, till exempel vad gäller kläder, beteende, intressen m.m. Oftast sker anpassningen till gruppen helt omedvetet. Genomgångar av attentatsutförares bakgrunder vid terrordåd i bl.a. Israel visar att det snarare än till exempel religion, självmordsbenägenhet eller psykisk sjukdom handlar om gruppbeteende och nationalism. Förintelsen är ett allvarligt exempel på följderna av grupptryck, och nationalsocialism.
Ett berömt experiment, "Asch's experiment" visar att 80 procent av alla människor kan förmås att peka ut två linjer – med avsevärd längdskillnad – som lika långa, genom att alla andra i gruppen gör det. Bland historier och sagor kan nämnas H.C. Andersens saga kejsarens nya kläder, där en kung luras att gå naken i tron att han bär osynliga kläder som enbart kan ses av smarta människor. Då varken kungen eller hans hov vill erkänna honom som dum bildas snabbt ett grupptryck där de icke existerande kläderna erkänns som riktiga.